# Флаг Ужгородского района
Флаг Ужгородского района (укр. Прапор Ужгородського району) — один из официальных символов Ужгородского района Закарпатской области Украины, утверждённый 17 октября 2008 года решением сессии Ужгородского районного совета.

## Описание
Флаг района представляет собой прямоугольное полотнище с соотношением ширины к длине в пропорции 2:3. Флаг по горизонтали разделён на три равновеликие полосы синего, золотистого и зелёного цветов. В центре полотнища размещён герб района.
Флаг района двусторонний.